# توم برونو
توم برونو (بالإنجليزية: Tom Bruno)‏ هو لاعب كرة قاعدة أمريكي، ولد في 26 يناير 1953 في شيكاغو في الولايات المتحدة.

## وصلات خارجية
- توم برونو على موقعبيزبول رفرنس.كوم (الدوري الرئيسي) (الإنجليزية)
- توم برونو على موقعبيزبول رفرنس.كوم (الدوري الثانوي) (الإنجليزية)